# Liste der Träger des Nationalpreises der DDR II. Klasse für Kunst und Literatur (1960–1969)
Diese Liste stellt die Träger des Nationalpreises der DDR in der II. Klasse für Kunst und Literatur von 1960 bis 1969 dar. Zu den anderen Jahrzehnten und Stufen siehe die Liste der Träger des Nationalpreises der DDR.

## Liste
| Auflistung nach Jahren                            |
| 1960 1961 1962 1963 1964 1965 1966 1967 1968 1969 |

| Jahr   | Preisträger                                                                                               | Preisträger | Verleihungsgrund | Anmerkung |
| ------ | --- | --- | --- | --- |
| 1960 ↑ | Wolfgang Langhoff                                                                                         | Intendant des Deutschen Theaters | für seine hervorragenden Inszenierungen von sozialistischen Werken wie „Sturm“ und „Neuland unterm Pflug“, sowie für seine Interpretation klassischer Werke wie „Egmont“, „Don Carlos“, „Faust“, „Kabale und Liebe“ und „Minna von Barnhelm“, mit denen er bedeutende Beiträge zur Verwirklichung des sozialistischen Realismus gab                           | |
| 1960 ↑ | Erwin Geschonneck                                                                                         | Schauspieler | In Anerkennung seiner großen Verdienste und die Entwicklung einer sozialistisch-realistischen Schauspielkunst, insbesondere für seine aus tiefster innerer Überzeugung erwachsene Darstellung des Kommunisten Bartuschek in dem Film „Leute mit Flügeln“ | |
| 1960 ↑ | Gret Palucca                                                                                              | Leiterin der Staatlichen Palucca-Schule, Dresden | für ihre bedeutenden Leistungen als Tanzpädagogin sowie als Leiterin der von ihr gegründeten Palucca-Schule in Dresden und für ihre vielfältigen Bemühungen um die Erziehung einer neuen Tänzergeneration in der DDR | |
| 1960 ↑ | Claus Schulz                                                                                              | Ballettsolist der Deutschen Staatsoper Berlin | Für seine besonders hervorragenden schöpferischen Leistungen als Solotänzer der Deutschen Staatsoper, insbesondere für die tänzerische Gestaltung des Armen in Gayaneh, des Ausrufers in Neue Odyssee und des Narren in Schwanensee sowie für sein erfolgreiches Auftreten bei den Weltfestspielen der Jugend und Studenten in Bukarest, Warschau und Moskau. | |
| 1960 ↑ | Kollektiv Aufbau der Oper Leipzig                                                                         | Kollektiv Aufbau der Oper Leipzig | für ihren Anteil an der baukünstlerischen und technischen Gestaltung der neuen Leipziger Oper zu einem vorbildlichen modernen Musiktheater | |
| 1960 ↑ | Kurt Hemmerling                                                                                           | | für ihren Anteil an der baukünstlerischen und technischen Gestaltung der neuen Leipziger Oper zu einem vorbildlichen modernen Musiktheater | |
| 1960 ↑ | Kunz Nierade                                                                                              | Chefarchitekt | für ihren Anteil an der baukünstlerischen und technischen Gestaltung der neuen Leipziger Oper zu einem vorbildlichen modernen Musiktheater | |
| 1960 ↑ | Hans Gußmann                                                                                              | | für ihren Anteil an der baukünstlerischen und technischen Gestaltung der neuen Leipziger Oper zu einem vorbildlichen modernen Musiktheater | |
| 1960 ↑ | Helmut Ober                                                                                               | | für ihren Anteil an der baukünstlerischen und technischen Gestaltung der neuen Leipziger Oper zu einem vorbildlichen modernen Musiktheater | |
| 1960 ↑ | Hans-Joachim Müller                                                                                       | | für ihren Anteil an der baukünstlerischen und technischen Gestaltung der neuen Leipziger Oper zu einem vorbildlichen modernen Musiktheater | |
| 1961 ↑ | Kollektiv der Städtischen Theater Leipzig                                                                 | Kollektiv der Städtischen Theater Leipzig | für ihren Anteil an der ausgezeichneten Inszenierung und der musikalischen Gestaltung der Opernaufführungen an den Städtischen Theatern Leipzig, insbesondere bei der Aufführung der „Meistersinger von Nürnberg“ | |
| 1961 ↑ | Joachim Herz                                                                                              | Operndirektor | für ihren Anteil an der ausgezeichneten Inszenierung und der musikalischen Gestaltung der Opernaufführungen an den Städtischen Theatern Leipzig, insbesondere bei der Aufführung der „Meistersinger von Nürnberg“ | |
| 1961 ↑ | Helmut Seydelmann                                                                                         | Generalmusikdirektor, Dirigent | für ihren Anteil an der ausgezeichneten Inszenierung und der musikalischen Gestaltung der Opernaufführungen an den Städtischen Theatern Leipzig, insbesondere bei der Aufführung der „Meistersinger von Nürnberg“ | |
| 1961 ↑ | Kollektiv des Bühnenstückes „Frau Flinz“                                                                  | Kollektiv des Bühnenstückes „Frau Flinz“ | für das Bühnenstück „Frau Flinz“, das durch die neuartige und schöpferische Zusammenarbeit von Autor, Regisseur und Hauptdarstellern eine bedeutende Etappe in unserer Gegenwartsdramatik darstellt | Der Vorsitzende des Staatsrates hob bei dieser Gelegenheit die hervorragende Mitwirkung der Nationalpreisträger Helene Weigel und Karl von Appen an der Arbeit des Kollektivs hervor |
| 1961 ↑ | Helmut Baierl                                                                                             | Autor | für das Bühnenstück „Frau Flinz“, das durch die neuartige und schöpferische Zusammenarbeit von Autor, Regisseur und Hauptdarstellern eine bedeutende Etappe in unserer Gegenwartsdramatik darstellt | Der Vorsitzende des Staatsrates hob bei dieser Gelegenheit die hervorragende Mitwirkung der Nationalpreisträger Helene Weigel und Karl von Appen an der Arbeit des Kollektivs hervor |
| 1961 ↑ | Manfred Wekwerth                                                                                          | Regisseur | für das Bühnenstück „Frau Flinz“, das durch die neuartige und schöpferische Zusammenarbeit von Autor, Regisseur und Hauptdarstellern eine bedeutende Etappe in unserer Gegenwartsdramatik darstellt | Der Vorsitzende des Staatsrates hob bei dieser Gelegenheit die hervorragende Mitwirkung der Nationalpreisträger Helene Weigel und Karl von Appen an der Arbeit des Kollektivs hervor |
| 1961 ↑ | Raimund Schelcher                                                                                         | Schauspieler, Rolle des Fritz Weiler | für das Bühnenstück „Frau Flinz“, das durch die neuartige und schöpferische Zusammenarbeit von Autor, Regisseur und Hauptdarstellern eine bedeutende Etappe in unserer Gegenwartsdramatik darstellt | Der Vorsitzende des Staatsrates hob bei dieser Gelegenheit die hervorragende Mitwirkung der Nationalpreisträger Helene Weigel und Karl von Appen an der Arbeit des Kollektivs hervor |
| 1961 ↑ | Dieter Zechlin                                                                                            | Konzertpianist | für seine ausgezeichnete Interpretation der Klavierwerke der Klassik und der zeitgenössischen Komponisten der DDR | |
| 1961 ↑ | Walter Gorrish                                                                                            | Schriftsteller, Drehbuchautor | für sein literarisches Schaffen, insbesondere für die meisterhafte Gestaltung des Buches für den Film „Fünf Patronenhülsen“ | |
| 1961 ↑ | Hans Lorbeer                                                                                              | Schriftsteller, Wittenberg-Piesteritz | für sein Lebenswerk, insbesondere für seine historischen Romane „Das Fegefeuer“ und „Der Widerruf“ und für seine dem Befreiungskampf der deutschen Arbeiterklasse dienende Lyrik | Die Romane sind Teil der Romantrilogie „Die Rebellen von Wittenberg“ |
| 1962 ↑ | Kollektiv Karl-Marx-Allee                                                                                 | Kollektiv Karl-Marx-Allee | für ihren Anteil an der Projektierung des westlichen Teils der Karl-Marx-Allee zu Berlin, in dem industrielle und typisierte Bauweise mit Funktionstüchtigkeit und moderner sozialistischer Gestaltung vereinigt werden | |
| 1962 ↑ | Edmund Collein                                                                                            | Architekt, amtierender Präsident der Deutschen Bauakademie | für ihren Anteil an der Projektierung des westlichen Teils der Karl-Marx-Allee zu Berlin, in dem industrielle und typisierte Bauweise mit Funktionstüchtigkeit und moderner sozialistischer Gestaltung vereinigt werden | |
| 1962 ↑ | Werner Dutschke                                                                                           | Architekt, Entwurfsbüro für Hochbau | für ihren Anteil an der Projektierung des westlichen Teils der Karl-Marx-Allee zu Berlin, in dem industrielle und typisierte Bauweise mit Funktionstüchtigkeit und moderner sozialistischer Gestaltung vereinigt werden | |
| 1962 ↑ | Josef Kaiser                                                                                              | Architekt, VEB Berlin-Projekt | für ihren Anteil an der Projektierung des westlichen Teils der Karl-Marx-Allee zu Berlin, in dem industrielle und typisierte Bauweise mit Funktionstüchtigkeit und moderner sozialistischer Gestaltung vereinigt werden | |
| 1962 ↑ | Werner Klemke                                                                                             | Ordentliches Mitglied der Akademie der Künste der DDR, Buchgestalter, Illustrator, Gebrauchsgrafiker                                                                          | für seine hervorragenden Buchgestaltungen und Illustrationen von Werken der klassischen und der modernen Literatur sowie von Kinder- und Schulbüchern | |
| 1962 ↑ | Kurt Sanderling                                                                                           | Chefdirigent des Berliner Sinfonie-Orchesters | für seine erfolgreiche Tätigkeit bei der Entwicklung des Städtischen Berliner Sinfonieorchesters zu einem hochwertigen Orchesterkollektiv, das durch seine Konzerte wesentlich zur Bereicherung des Berliner Musiklebens beiträgt | |
| 1962 ↑ | Kollektivs des Maxim-Gorki-Theaters                                                                       | Kollektivs des Maxim-Gorki-Theaters | für ihren Anteil an der kulturpolitisch und künstlerisch bedeutsamen Arbeit des Maxim-Gorki-Theaters in Berlin sowie an der Bearbeitung und Aufführung wertvoller Stücke der sozialistischen Gegenwartsdramatik | |
| 1962 ↑ | Maxim Vallentin                                                                                           | Theaterleiter | für ihren Anteil an der kulturpolitisch und künstlerisch bedeutsamen Arbeit des Maxim-Gorki-Theaters in Berlin sowie an der Bearbeitung und Aufführung wertvoller Stücke der sozialistischen Gegenwartsdramatik | |
| 1962 ↑ | Gerhard Wolfram                                                                                           | Chefdramaturg | für ihren Anteil an der kulturpolitisch und künstlerisch bedeutsamen Arbeit des Maxim-Gorki-Theaters in Berlin sowie an der Bearbeitung und Aufführung wertvoller Stücke der sozialistischen Gegenwartsdramatik | |
| 1962 ↑ | Hans Dieter Mäde                                                                                          | Regisseur | für ihren Anteil an der kulturpolitisch und künstlerisch bedeutsamen Arbeit des Maxim-Gorki-Theaters in Berlin sowie an der Bearbeitung und Aufführung wertvoller Stücke der sozialistischen Gegenwartsdramatik | |
| 1962 ↑ | Albert Hetterle                                                                                           | Schauspieler | für ihren Anteil an der kulturpolitisch und künstlerisch bedeutsamen Arbeit des Maxim-Gorki-Theaters in Berlin sowie an der Bearbeitung und Aufführung wertvoller Stücke der sozialistischen Gegenwartsdramatik | |
| 1962 ↑ | Ekkehard Schall                                                                                           | Schauspieler | für seine hervorragenden schauspielerischen Leistungen bei der Darstellung wesentlicher Rollen in Stücken Bertolt Brechts am Berliner Ensemble, insbesondere des Arturo Ui, die große internationale Anerkennung fand | |
| 1963 ↑ | Kollektiv Wiederaufbau des Dresdner Zwingers                                                              | Kollektiv Wiederaufbau des Dresdner Zwingers | für ihren Anteil bei der Wiederherstellung des Dresdner Zwingers, die eine Leistung auf dem Gebiet der Denkmalpflege von nationaler und internationaler Bedeutung ist | |
| 1963 ↑ | Artur Frenzel                                                                                             | hauptverantwortlicher Architekt für die kulturhistorischen Gebäude Dresdens                                                                                                   | für ihren Anteil bei der Wiederherstellung des Dresdner Zwingers, die eine Leistung auf dem Gebiet der Denkmalpflege von nationaler und internationaler Bedeutung ist | |
| 1963 ↑ | Fritz Sittner                                                                                             | Bauleiter | für ihren Anteil bei der Wiederherstellung des Dresdner Zwingers, die eine Leistung auf dem Gebiet der Denkmalpflege von nationaler und internationaler Bedeutung ist | |
| 1963 ↑ | Rudolf Mersiowsky                                                                                         | Innenarchitekt | für ihren Anteil bei der Wiederherstellung des Dresdner Zwingers, die eine Leistung auf dem Gebiet der Denkmalpflege von nationaler und internationaler Bedeutung ist | |
| 1963 ↑ | Fritz Schlesinger                                                                                         | Bildhauer | für ihren Anteil bei der Wiederherstellung des Dresdner Zwingers, die eine Leistung auf dem Gebiet der Denkmalpflege von nationaler und internationaler Bedeutung ist | |
| 1963 ↑ | Otmar Suitner                                                                                             | Dirigent der Dresdner Staatskapelle | für seine hervorragenden Leistungen als Dirigent der Dresdner Staatskapelle und seine beispielhafte künstlerische Arbeit bei der Neueinstudierung von Opern | |
| 1963 ↑ | Dieter Noll                                                                                               | Schriftsteller | für sein literarisches Schaffen, insbesondere für die literarische Meisterung des Wandlungsprozesses einer im faschistischen Geist erzogenen jungen Generation in seinem Romanwerk „Die Abenteuer des Werner Holt“, das über die Grenzen unserer Republik Anerkennung errungen hat                                                                            | |
| 1964 ↑ | Kollektiv von Shakespeare-Forschern                                                                       | Kollektiv von Shakespeare-Forschern | Kollektiv von Shakespeare-Forschern | |
| 1964 ↑ | Martin Lehnert                                                                                            | Professor für Anglistik und Amerikanistik an der HUB, Shakespeare-Forscher | für seine sprachwissenschaftlichen Arbeiten auf dem Gebiet der Shakespeare-Forschung und der alt-englischen Literatur sowie für seinen hervorragenden Beitrag zum Shakespeare-Jahr | |
| 1964 ↑ | Anselm Schlösser                                                                                          | Anglist, Professor an der HUB | für seine Arbeiten auf dem Gebiet der Shakespeare-Forschung und seine literaturgeschichtliche Shakespeare-Interpretation sowie für seinen hervorragenden Beitrag zum Shakespeare-Jahr | |
| 1964 ↑ | Robert Weimann                                                                                            | Oberassistent und kommissarischer Leiter der Anglistik-Amerikanistik an der Pädagogischen Hochschule Potsdam                                                                  | für seine Arbeiten auf dem Gebiet Literaturtheorie und zur Entwicklungsgeschichte des Theaters der Shakespeare-Zeit sowie für seinen hervorragenden Beitrag zum Shakespeare-Jahr | |
| 1964 ↑ | Kurt Barthel                                                                                              | Schriftsteller | für sein gesamtes dichterisches Schaffen, das mit Terra incognita, einem Schauspiel aus dem sozialistischen Leben an einen Brennpunkt unserer Entwicklung einen neuen Höhepunkt erreicht hat | |
| 1965 ↑ | Heinrich Drake                                                                                            | Bildhauer | für seine bedeutenden Leistungen als Bildhauer des sozialistischen Realismus, insbesondere für sein Heinrich-Zille-Denkmal | Zille-Denkmal von Heinrich Drake |
| 1965 ↑ | Hans Theo Richter                                                                                         | Professor für Graphik an der Hochschule für Bildende Künste in Dresden, Maler und Grafiker                                                                                    | für sein graphisches Werk von nationaler und internationaler Bedeutung, dessen humanistischer Grundgehalt vor allem aus den Blättern der Themenkreise „Mutter und Kind“ und „Junge Menschen“ spricht | |
| 1965 ↑ | Wolf Kaiser                                                                                               | Film- und Theaterschauspieler, Mitglied des Berliner Ensembles | für seine eindrucksvollen schauspielerischen Leistungen, besonders als Mackie Messer in Brechts „Dreigroschenoper“ und als Papa in „Tage der Commune“ | |
| 1965 ↑ | Margarete Weiskopf-Alex Wedding                                                                           | Kinderbuchautorin | für ihr literarisches Werk, das unsere Jugend durch seine warmherzig und mit großem Können gestalteten Helden im Geiste des Sozialismus und der internationalen Solidarität erzieht | |
| 1965 ↑ | Georg Maurer                                                                                              | Schriftsteller, Professor am Institut für Literatur „Johannes R. Becher“, | für sein lyrisches Werk von bedeutender weltanschaulicher Tiefe und ästhetischer Formung | |
| 1965 ↑ | Kollektiv des DEFA-Films „Die Abenteuer des Werner Holt“                                                  | Kollektiv des DEFA-Films „Die Abenteuer des Werner Holt“ | für ihren Anteil an dem Filmwerk „Die Abenteuer des Werner Holt“ nach dem gleichnamigen Roman von Dieter Noll, in dem mit künstlerischem Talent und reichem fachlichen Können ein großes nationales Thema wirksam gestaltet wurde | |
| 1965 ↑ | Hans-Joachim Kunert                                                                                       | Regie | für ihren Anteil an dem Filmwerk „Die Abenteuer des Werner Holt“ nach dem gleichnamigen Roman von Dieter Noll, in dem mit künstlerischem Talent und reichem fachlichen Können ein großes nationales Thema wirksam gestaltet wurde | |
| 1965 ↑ | Claus Küchenmeister                                                                                       | Drehbuch | für ihren Anteil an dem Filmwerk „Die Abenteuer des Werner Holt“ nach dem gleichnamigen Roman von Dieter Noll, in dem mit künstlerischem Talent und reichem fachlichen Können ein großes nationales Thema wirksam gestaltet wurde | |
| 1965 ↑ | Rolf Sohre                                                                                                | Kamera | für ihren Anteil an dem Filmwerk „Die Abenteuer des Werner Holt“ nach dem gleichnamigen Roman von Dieter Noll, in dem mit künstlerischem Talent und reichem fachlichen Können ein großes nationales Thema wirksam gestaltet wurde | |
| 1966 ↑ | Herwart Grosse                                                                                            | Schauspieler am Deutschen Theater Berlin | für seine bedeutenden Leistungen als Schauspieler am Deutschen Theater Berlin, mit denen er großen Anteil an der Arbeit und dem hohen Niveau dieser Bühne hat | |
| 1966 ↑ | Václav Neumann                                                                                            | Dirigent, Gewandhauskapellmeister | für seine langjährigen bedeutenden Leistungen als Dirigent, insbesondere für seine künstlerischen Erfolge in der Leitung des Gewandhausorchesters | |
| 1966 ↑ | Kollektiv „Faust I und Faust II“ der Städtischen Theater Leipzig                                          | Kollektiv „Faust I und Faust II“ der Städtischen Theater Leipzig | für ihren Anteil an der national bedeutenden Inszenierung und Gestaltung von „Faust I und II“ | |
| 1966 ↑ | Karl Kayser                                                                                               | Generalintendant, Regie | für ihren Anteil an der national bedeutenden Inszenierung und Gestaltung von „Faust I und II“ | |
| 1966 ↑ | Heinrich Kilger der Jüngere                                                                               | Bühnenbild | für ihren Anteil an der national bedeutenden Inszenierung und Gestaltung von „Faust I und II“ | |
| 1966 ↑ | Günter Grabbert                                                                                           | Rolle des Faust | für ihren Anteil an der national bedeutenden Inszenierung und Gestaltung von „Faust I und II“ | |
| 1966 ↑ | Manfred Zetzsche                                                                                          | Rolle des Mephisto | für ihren Anteil an der national bedeutenden Inszenierung und Gestaltung von „Faust I und II“ | |
| 1966 ↑ | Michael Tschesno-Hell                                                                                     | Schriftsteller, Drehbuchautor | für seine Leistung als Autor der Filme „Solange Leben in mir ist“ und „Die Mutter und das Schweigen“, in denen der Kampf der deutschen Arbeiterklasse an wichtigen Episoden aus dem Leben Karl Liebknechts und an der illegalen Tätigkeit einer antifaschistischen Widerstandskämpferin künstlerisch eindrucksvoll gestaltet ist                              | |
| 1966 ↑ | Kollektiv des Films „Solange Leben in mir ist“                                                            | Kollektiv des Films „Solange Leben in mir ist“ | für ihre Leistungen als Regisseur, Hauptdarsteller und Kameramann des Films „Solange leben in mir ist“, in dem der Kampf der deutschen Arbeiterklasse an wichtigen Episoden aus dem Leben Karl Liebknechts künstlerisch eindrucksvoll gestaltet ist | |
| 1966 ↑ | Günter Reisch                                                                                             | Regie | für ihre Leistungen als Regisseur, Hauptdarsteller und Kameramann des Films „Solange leben in mir ist“, in dem der Kampf der deutschen Arbeiterklasse an wichtigen Episoden aus dem Leben Karl Liebknechts künstlerisch eindrucksvoll gestaltet ist | |
| 1966 ↑ | Horst Schulze                                                                                             | Rolle des Karl Liebknecht | für ihre Leistungen als Regisseur, Hauptdarsteller und Kameramann des Films „Solange leben in mir ist“, in dem der Kampf der deutschen Arbeiterklasse an wichtigen Episoden aus dem Leben Karl Liebknechts künstlerisch eindrucksvoll gestaltet ist | |
| 1966 ↑ | Horst E. Brandt                                                                                           | Kameramann | für ihre Leistungen als Regisseur, Hauptdarsteller und Kameramann des Films „Solange leben in mir ist“, in dem der Kampf der deutschen Arbeiterklasse an wichtigen Episoden aus dem Leben Karl Liebknechts künstlerisch eindrucksvoll gestaltet ist | |
| 1966 ↑ | Erika Dunkelmann                                                                                          | Schauspielerin, Hauptrolle | für ihre Leistungen als Hauptdarstellerin in dem Film „Die Mutter und das Schweigen“, in dem der Kampf der deutschen Arbeiterklasse an der illegalen Tätigkeit einer antifaschistischen Widerstandskämpferin künstlerisch eindrucksvoll gestaltet ist | |
| 1966 ↑ | Kollektiv des Fernsehfilms „Dr. Schlüter“                                                                 | Kollektiv des Fernsehfilms „Dr. Schlüter“ | für ihren Anteil bei der Schaffung der Fernsehfilmfolge „Dr. Schlüter“, die den widerspruchsvollen, langwierigen Weg eines bürgerlichen Wissenschaftlers zum bewussten Mitgestalter unserer sozialistischen Gesellschaft darstellt | |
| 1966 ↑ | Karl-Georg Egel                                                                                           | Schriftsteller, Drehbuch | für ihren Anteil bei der Schaffung der Fernsehfilmfolge „Dr. Schlüter“, die den widerspruchsvollen, langwierigen Weg eines bürgerlichen Wissenschaftlers zum bewussten Mitgestalter unserer sozialistischen Gesellschaft darstellt | |
| 1966 ↑ | Joachim Hübner                                                                                            | Regie | für ihren Anteil bei der Schaffung der Fernsehfilmfolge „Dr. Schlüter“, die den widerspruchsvollen, langwierigen Weg eines bürgerlichen Wissenschaftlers zum bewussten Mitgestalter unserer sozialistischen Gesellschaft darstellt | |
| 1966 ↑ | Otto Mellies                                                                                              | Titelrolle Dr. Schlüter | für ihren Anteil bei der Schaffung der Fernsehfilmfolge „Dr. Schlüter“, die den widerspruchsvollen, langwierigen Weg eines bürgerlichen Wissenschaftlers zum bewussten Mitgestalter unserer sozialistischen Gesellschaft darstellt | |
| 1966 ↑ | Larissa Lushina                                                                                           | Rolle der Eva | für ihren Anteil bei der Schaffung der Fernsehfilmfolge „Dr. Schlüter“, die den widerspruchsvollen, langwierigen Weg eines bürgerlichen Wissenschaftlers zum bewussten Mitgestalter unserer sozialistischen Gesellschaft darstellt | |
| 1966 ↑ | Hans-Peter Minetti                                                                                        | Rolle des Ernst Demmin | für ihren Anteil bei der Schaffung der Fernsehfilmfolge „Dr. Schlüter“, die den widerspruchsvollen, langwierigen Weg eines bürgerlichen Wissenschaftlers zum bewussten Mitgestalter unserer sozialistischen Gesellschaft darstellt | |
| 1966 ↑ | Günther Eisinger                                                                                          | Kamera | für ihren Anteil bei der Schaffung der Fernsehfilmfolge „Dr. Schlüter“, die den widerspruchsvollen, langwierigen Weg eines bürgerlichen Wissenschaftlers zum bewussten Mitgestalter unserer sozialistischen Gesellschaft darstellt | |
| 1966 ↑ | Kollektiv der Dokumentarfilme „Der lachende Mann“ und „Kommando 52“                                       | Kollektiv der Dokumentarfilme „Der lachende Mann“ und „Kommando 52“ | für ihren Anteil an der Schaffung der Dokumentarfilme „Der lachende Mann“ und „Kommando 52“, die mit hoher künstlerischer und publizistischer Meisterschaft den militanten Antikommunismus in Westdeutschland enthüllen helfen | |
| 1966 ↑ | Walter Heynowski                                                                                          | Regie, Drehbuch | für ihren Anteil an der Schaffung der Dokumentarfilme „Der lachende Mann“ und „Kommando 52“, die mit hoher künstlerischer und publizistischer Meisterschaft den militanten Antikommunismus in Westdeutschland enthüllen helfen | |
| 1966 ↑ | Gerhard Scheumann                                                                                         | Regie, Drehbuch | für ihren Anteil an der Schaffung der Dokumentarfilme „Der lachende Mann“ und „Kommando 52“, die mit hoher künstlerischer und publizistischer Meisterschaft den militanten Antikommunismus in Westdeutschland enthüllen helfen | |
| 1966 ↑ | Peter Hellmich                                                                                            | Kamera | für ihren Anteil an der Schaffung der Dokumentarfilme „Der lachende Mann“ und „Kommando 52“, die mit hoher künstlerischer und publizistischer Meisterschaft den militanten Antikommunismus in Westdeutschland enthüllen helfen | |
| 1967 ↑ | Fred Düren                                                                                                | Schauspieler am Berliner Ensemble und am Deutschen Theater | für seine Leistungen als Schauspieler am Berliner Ensemble und am Deutschen Theater, die das hohe Niveau der Schauspielkunst in der DDR mitbestimmen | |
| 1967 ↑ | Hugo Huppert                                                                                              | Lyriker, Prosaist, Übersetzer, Wien | für seine beispielhafte Nachdichtung des Gesamtwerkes Wladimir Majakowskis, mit der er zum Mittler des großen sowjetischen Dichters für die deutschen Leser wurde | |
| 1967 ↑ | Bernhard Seeger                                                                                           | Schriftsteller und Fernsehautor, Potsdam | für seine beispielhafte Arbeit als Schriftsteller, besonders als Fernsehautor mit der lebensnahen Gestaltung von Menschen unserer sozialistischen Gesellschaft | |
| 1968 ↑ | Friedo Solter                                                                                             | Schauspieler und Regisseur, Berlin | für seine hervorragenden Leistungen als Schauspieler des Deutschen Theaters und für seine erfolgreiche Regiearbeit | |
| 1968 ↑ | Walter Womacka                                                                                            | Maler und Grafiker, Rektor der Hochschule für Bildende und Angewandte Kunst Berlin                                                                                            | für seine bedeutenden Verdienste um die Entwicklung einer sozialistischen Monumentalkunst und für seine künstlerischen Gestaltungen in Verbindung mit der Architektur | |
| 1969 ↑ | Kollektiv des Landestheaters Halle                                                                        | Kollektiv des Landestheaters Halle | für seinen Anteil an den Leistungen des Landestheaters Halle, insbesondere für die Förderung der sozialistischen Gegenwartsdramatik und die überzeugende marxistisch-leninistische Interpretation des humanistischen Erbes | |
| 1969 ↑ | Gerhard Wolfram                                                                                           | Intendant | für seinen Anteil an den Leistungen des Landestheaters Halle, insbesondere für die Förderung der sozialistischen Gegenwartsdramatik und die überzeugende marxistisch-leninistische Interpretation des humanistischen Erbes | |
| 1969 ↑ | Horst Schönemann                                                                                          | stellvertretender Intendant und Schauspieldirektor | für seinen Anteil an den Leistungen des Landestheaters Halle, insbesondere für die Förderung der sozialistischen Gegenwartsdramatik und die überzeugende marxistisch-leninistische Interpretation des humanistischen Erbes | |
| 1969 ↑ | Wolfgang Kersten                                                                                          | Operndirektor | für seinen Anteil an den Leistungen des Landestheaters Halle, insbesondere für die Förderung der sozialistischen Gegenwartsdramatik und die überzeugende marxistisch-leninistische Interpretation des humanistischen Erbes | |
| 1969 ↑ | Kollektiv des Fernsehfilms „Der Präsident im Exil“                                                        | Kollektiv des Fernsehfilms „Der Präsident im Exil“ | für seinen Anteil an dem mit publizistisch-künstlerischer Meisterschaft gestalteten Fernsehfilm „Der Präsident im Exil“ als einer Dokumentation zur Entlarvung der revanchistischen Machenschaften des westdeutschen Imperialismus | |
| 1969 ↑ | Walter Heynowski                                                                                          | Regisseur und Autor | für seinen Anteil an dem mit publizistisch-künstlerischer Meisterschaft gestalteten Fernsehfilm „Der Präsident im Exil“ als einer Dokumentation zur Entlarvung der revanchistischen Machenschaften des westdeutschen Imperialismus | |
| 1969 ↑ | Gerhard Scheumann                                                                                         | Regisseur und Autor | für seinen Anteil an dem mit publizistisch-künstlerischer Meisterschaft gestalteten Fernsehfilm „Der Präsident im Exil“ als einer Dokumentation zur Entlarvung der revanchistischen Machenschaften des westdeutschen Imperialismus | |
| 1969 ↑ | Kollektiv „Förderung des sozialistischen Lied-, Kantaten- und Oratorienschaffens“                         | Kollektiv „Förderung des sozialistischen Lied-, Kantaten- und Oratorienschaffens“                                                                                             | für seine Verdienste um die Bereicherung des sozialistischen Liedschaffens alles Genres mit massenwirksamen Werken für Chöre und Solisten und ebenso für die Singebewegung der Jugend | |
| 1969 ↑ | Günter Fredrich                                                                                           | Komponist, Dozent und Fachrichtungsleiter an der Franz-Liszt-Hochschule Weimar                                                                                                | für seine Verdienste um die Bereicherung des sozialistischen Liedschaffens alles Genres mit massenwirksamen Werken für Chöre und Solisten und ebenso für die Singebewegung der Jugend | |
| 1969 ↑ | Wolfgang Lesser                                                                                           | Komponist, 1. Sekretär des Verbandes Deutscher Komponisten und Musikwissenschaftler                                                                                           | für seine Verdienste um die Bereicherung des sozialistischen Liedschaffens alles Genres mit massenwirksamen Werken für Chöre und Solisten und ebenso für die Singebewegung der Jugend | |
| 1969 ↑ | Kurt Greiner-Pol                                                                                          | Oberstleutnant der NVA, Komponist, Musikdramaturg im Erich-Weinert-Ensemble                                                                                                   | für seine Verdienste um die Bereicherung des sozialistischen Liedschaffens alles Genres mit massenwirksamen Werken für Chöre und Solisten und ebenso für die Singebewegung der Jugend | |
| 1969 ↑ | Max Zimmering                                                                                             | Schriftsteller, Dresden | für seine Verdienste um die Bereicherung des sozialistischen Liedschaffens alles Genres mit massenwirksamen Werken für Chöre und Solisten und ebenso für die Singebewegung der Jugend | |
| 1969 ↑ | Armin Müller                                                                                              | Schriftsteller, Weimar | für seine Verdienste um die Bereicherung des sozialistischen Liedschaffens alles Genres mit massenwirksamen Werken für Chöre und Solisten und ebenso für die Singebewegung der Jugend | |
| 1969 ↑ | Kollektiv des DEFA-Spielfilms „Zeit zu leben“                                                             | Kollektiv des DEFA-Spielfilms „Zeit zu leben“ | für seinen Anteil bei der erfolgreichen, richtungsweisenden künstlerischen Gestaltung eines aktuellen zentralen Themas der sozialistischen Gegenwartsdramatik in dem DEFA-Spielfilm „Zeit zu leben“ | |
| 1969 ↑ | Horst Seemann                                                                                             | Regisseur | für seinen Anteil bei der erfolgreichen, richtungsweisenden künstlerischen Gestaltung eines aktuellen zentralen Themas der sozialistischen Gegenwartsdramatik in dem DEFA-Spielfilm „Zeit zu leben“ | |
| 1969 ↑ | Wolfgang Held                                                                                             | Schriftsteller | für seinen Anteil bei der erfolgreichen, richtungsweisenden künstlerischen Gestaltung eines aktuellen zentralen Themas der sozialistischen Gegenwartsdramatik in dem DEFA-Spielfilm „Zeit zu leben“ | |
| 1969 ↑ | Helmut Bergmann                                                                                           | Kameramann | für seinen Anteil bei der erfolgreichen, richtungsweisenden künstlerischen Gestaltung eines aktuellen zentralen Themas der sozialistischen Gegenwartsdramatik in dem DEFA-Spielfilm „Zeit zu leben“ | |
| 1969 ↑ | Leon Niemczyk                                                                                             | Schauspieler | für seinen Anteil bei der erfolgreichen, richtungsweisenden künstlerischen Gestaltung eines aktuellen zentralen Themas der sozialistischen Gegenwartsdramatik in dem DEFA-Spielfilm „Zeit zu leben“ | |
| 1969 ↑ | Schöpferkollektiv des Wandbildes „Der Weg der roten Fahne“                                                | Schöpferkollektiv des Wandbildes „Der Weg der roten Fahne“ | für seinen Anteil an der Gestaltung des Wandbildes „Der Weg der roten Fahne“, mit dem ein wirkungsvolles und maßstabsetzendes Werk der monumentalen Bildkunst von nationalem Rang geschaffen wurde | |
| 1969 ↑ | Gerhard Bondzin                                                                                           | Künstlerischer Leiter des Kollektivs, Rektor der Hochschule für Bildende Künste Dresden                                                                                       | für seinen Anteil an der Gestaltung des Wandbildes „Der Weg der roten Fahne“, mit dem ein wirkungsvolles und maßstabsetzendes Werk der monumentalen Bildkunst von nationalem Rang geschaffen wurde | |
| 1969 ↑ | Alfred Hesse                                                                                              | Mitverantwortlicher für alle künstlerischen Übertragungsarbeiten, Professor für Wandmalerei an der Hochschule für Bildende Künste Dresden                                     | für seinen Anteil an der Gestaltung des Wandbildes „Der Weg der roten Fahne“, mit dem ein wirkungsvolles und maßstabsetzendes Werk der monumentalen Bildkunst von nationalem Rang geschaffen wurde | |
| 1969 ↑ | Gerhard Stengel                                                                                           | Verantwortlicher für die Technologie der elektrostatischen Beschichtung, Dozent für bildkünstlerische Technologie und Farblehre an der Hochschule für Bildende Künste Dresden | für seinen Anteil an der Gestaltung des Wandbildes „Der Weg der roten Fahne“, mit dem ein wirkungsvolles und maßstabsetzendes Werk der monumentalen Bildkunst von nationalem Rang geschaffen wurde | |
| 1969 ↑ | Leitungskollektiv der Nationalen Forschungs- und Gedenkstätten der klassischen deutschen Literatur Weimar | Leitungskollektiv der Nationalen Forschungs- und Gedenkstätten der klassischen deutschen Literatur Weimar                                                                     | für seinen Anteil an der Erhaltung und Pflege der Nationalen Forschungs- und Gedenkstätten der klassischen deutschen Literatur Weimar | |
| 1969 ↑ | Helmut Holtzhauer                                                                                         | Direktor | für seinen Anteil an der Erhaltung und Pflege der Nationalen Forschungs- und Gedenkstätten der klassischen deutschen Literatur Weimar | |
| 1969 ↑ | Artur Koch                                                                                                | stellvertretender Direktor | für seinen Anteil an der Erhaltung und Pflege der Nationalen Forschungs- und Gedenkstätten der klassischen deutschen Literatur Weimar | |
| 1969 ↑ | Karl-Heinz Hahn                                                                                           | Leiter des Goethe- und Schillerarchivs | für seinen Anteil an der Erhaltung und Pflege der Nationalen Forschungs- und Gedenkstätten der klassischen deutschen Literatur Weimar | |
| 1969 ↑ | Willi Ehrlich                                                                                             | Leiter des Goethe-Nationalmuseums | für seinen Anteil an der Erhaltung und Pflege der Nationalen Forschungs- und Gedenkstätten der klassischen deutschen Literatur Weimar | |
| 1969 ↑ | Hans Henning                                                                                              | Leiter der Zentralbibliothek der deutschen Klassik | für seinen Anteil an der Erhaltung und Pflege der Nationalen Forschungs- und Gedenkstätten der klassischen deutschen Literatur Weimar | |
| 1969 ↑ | Karl von Appen                                                                                            | Bühnenbildner am Berliner Ensemble | für sein bühnenbildnerisches Schaffen in der sozialistisch-realistischen Interpretation dramatischer Werke, das beispielgebend für die Ausbildung junger Bühnenbildner ist | |
| 1969 ↑ | Mathilde Danegger                                                                                         | Schauspielerin am Deutschen Theater Berlin | für ihre künstlerische Meisterschaft, bezeugt durch ihr Wirken am Deutschen Theater, im Film und im Fernsehen, mit dem sie Vorbilder schuf | |
| 1969 ↑ | Werner Klemke                                                                                             | Grafiker und Buchgestalter, Professor an der Hochschule für bildende und angewandte Kunst                                                                                     | für seine unserer sozialistischen Gegenwart entsprechenden Illustrationen und Buchgestaltungen und für seine künstlerisch und pädagogisch bedeutende Arbeit am Schulbuch | |
| 1969 ↑ | Friedrich Richter                                                                                         | Schauspieler am Deutschen Theater Berlin | für sein Jahrzehnte umfassendes, parteiliches, von hoher künstlerischer Gestaltungskraft getragenes schauspielerisches Wirken am Theater, im Film und im Fernsehen | |
| 1969 ↑ | Willi Sitte                                                                                               | Maler und Grafiker, Professor an der Hochschule für industrielle Formgebung Burg Giebichenstein, Halle                                                                        | für sein bedeutendes künstlerisches Werk als Maler, insbesondere seine jüngste Arbeit „Leuna 1968“ | |

## Preissummen
| Jahr   | Preissumme in Mark |
| ------ | ------------------ |
| 1960   | 200.000            |
| 1961   | 250.000            |
| 1962   | 250.000            |
| 1963   | 150.000            |
| 1964   | 100.000            |
| 1965   | 300.000            |
| 1966   | 400.000            |
| 1967   | 150.000            |
| 1968   | 100.000            |
| 1969   | 550.000            |
| Gesamt | 2.450.000          |